# Postulato di Weyl
Nella cosmologia relativistica, il postulato di Weyl, formulato da Hermann Weyl nel 1923, afferma che in un modello cosmologico fluido, le linee d'universo delle particelle che compongono il fluido, ossia le sorgenti del campo gravitazionale (che sono sovente assimilate alle galassie) devono determinare una ipersuperficie di tipo tempo, ovvero che siano delle curve ortogonali ad una famiglia di curve spaziali in ogni punto.
A volte si considera anche l'ipotesi aggiuntiva che le linee d'universo determinino delle geodetiche di tipo tempo che si intersechino  in un punto singolare posto nel passato a distanza finita o infinita. Diventa quindi possibile pensare ad osservatori fondamentali che si trovano su ogni possibile geodetica e che rechino con sé dettagli analoghi standard, sincronizzati nella singolarità, che misurano il tempo cosmico.
Il postulato riveste un ruolo fondamentale nella teoria del Big Bang, poiché garantisce la misurabilità del tempo.